# Cohors I Fida Vardullorum

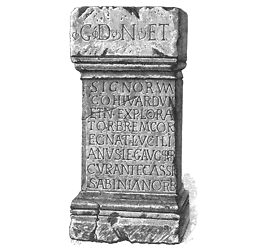
Der Altar des Cassius Sabinianus

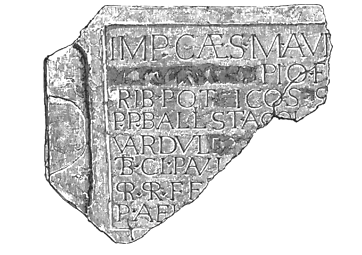
Eine Bauinschrift der Kohorte, gefunden in Bremenium

Die Cohors I Fida Vardullorum [milliaria] [equitata] [civium Romanorum] [Antoniniana] [Severiana Alexandriana] (deutsch 1. Kohorte die Treue der Varduller [1000 Mann] [teilberitten] [der römischen Bürger] [die Antoninianische] [die Severianische Alexandrianische]) war eine römische Auxiliareinheit. Sie ist durch Militärdiplome und Inschriften belegt. In zwei Militärdiplomen und einigen Inschriften wird sie als Cohors I Vardullorum bezeichnet.

## Namensbestandteile
- Cohors: Die Kohorte war eine Infanterieeinheit der Auxiliartruppen in der römischen Armee.

- I: Die römische Zahl steht für die Ordnungszahl die erste (lateinisch prima). Daher wird der Name dieser Militäreinheit als Cohors prima .. ausgesprochen.

- Fida: die Treue.[A 1] Der Zusatz kommt in Militärdiplomen von 98 bis 178 und Inschriften vor.

- Vardullorum: der Varduller. Die Soldaten der Kohorte wurden bei Aufstellung der Einheit aus dem Volksstamm der Varduller auf dem Gebiet des conventus Cluniensis (mit der Hauptstadt Clunia) in der nördlichen Tarraconensis rekrutiert.[2]

- milliaria: 1000 Mann. Je nachdem, ob es sich um eine Infanterie-Kohorte (Cohors milliaria peditata) oder einen gemischten Verband aus Infanterie und Kavallerie (Cohors milliaria equitata) handelte, lag die Sollstärke der Einheit entweder bei 800 oder 1040 Mann. Der Zusatz kommt in Militärdiplomen von 122 bis 158 und Inschriften[3] vor. In den Militärdiplomen und einigen Inschriften wird statt milliaria das Zeichen {\displaystyle \infty } verwendet.

- equitata: teilberitten. Die Einheit war ein gemischter Verband aus Infanterie und Kavallerie. Der Zusatz kommt in Inschriften[4] vor.

- civium Romanorum: der römischen Bürger. Den Soldaten der Einheit war das römische Bürgerrecht zu einem bestimmten Zeitpunkt verliehen worden. Für Soldaten, die nach diesem Zeitpunkt in die Einheit aufgenommen wurden, galt dies aber nicht. Sie erhielten das römische Bürgerrecht erst mit ihrem ehrenvollen Abschied (Honesta missio) nach 25 Dienstjahren. Der Zusatz kommt in Militärdiplomen von 98 bis 124 und Inschriften[5] vor.

- Antoniniana: die Antoninianische. Eine Ehrenbezeichnung, die sich auf Caracalla (211–217) bzw. auf Elagabal (218–222) bezieht. Der Zusatz kommt in zwei Inschriften[6] vor.

- Severiana Alexandriana: die Severianische Alexandrianische. Eine Ehrenbezeichnung, die sich auf Severus Alexander (222–235) bezieht. Der Zusatz kommt in einer Inschrift[7] vor.

Die Einheit war eine Cohors milliaria equitata. Die Sollstärke der Einheit lag daher bei 1040 Mann, bestehend aus 10 Centurien Infanterie mit jeweils 80 Mann sowie 8 Turmae Kavallerie mit jeweils 30 Reitern.

## Geschichte
Die Kohorte war in der Provinz Britannia stationiert. Sie ist auf Militärdiplomen für die Jahre 98 bis 178 n. Chr. aufgeführt.
Der erste Nachweis in Britannien beruht auf einem Diplom, das auf 98 datiert ist. In dem Diplom wird die Einheit als Teil der Truppen (siehe Römische Streitkräfte in Britannia) aufgeführt, die in der Provinz stationiert waren. Weitere Diplome, die auf 105 bis 178 datiert sind, belegen die Einheit in derselben Provinz. Möglicherweise war eine Vexillation aus der Kohorte um 145 zu einem Einsatz in einer anderen Provinz abgeordnet.
Der letzte Nachweis der Einheit in Britannia beruht auf einer Inschrift, die auf 253 datiert ist.

## Standorte
Standorte der Kohorte in Britannia waren möglicherweise:
- Bremenium (High Rochester): zahlreiche Inschriften[14] wurden hier gefunden.
- Castlecary:[A 2] eine Inschrift[15] wurde hier gefunden.
- Coria (Corbridge): zwei Inschriften[16] wurden hier gefunden.
- Jedburgh: zwei Inschriften[17] wurden hier gefunden.
- Longovicium (Lanchester):[A 3] drei Inschriften[18] wurden hier gefunden.

Eine Vexillation der Kohorte errichtete einen Altar beim Meilenkastell 19. Auf der Vindolanda-Tafel 88/944 werden  equites Vardulli aufgeführt, bei denen es sich vermutlich um abgeordnete Reiter aus der Kohorte handelt, die sich in Vindolanda aufhielten.

## Angehörige der Kohorte
Folgende Angehörige der Kohorte sind bekannt.

### Kommandeure
| - [?], ein Präfekt (CIL 11, 5038) - [] Sittius [], ein Präfekt (CIL 8, 5532) - [] Verus: er wird auf dem Diplom von 139/190 als Kommandeur genannt. - Aurelius Quintus, ein Tribun - Caepio Charitinus, ein Tribun - Calpurnius, ein Tribun - Cassius Sabinianus, ein Tribun - Flavius Severinus, ein Tribun - Gaius Quintius Severus, ein Tribun - Honoratus, ein Tribun (RIB 1291) - Iul(ius) Melanio, ein Tribun (RIB 1273) | - Iulius Severinus, ein Tribun - Lucius Caecilius Optatus, ein Tribun - Publius Aelius Erasinus, ein Tribun - Publius Calpurnius Victor - Q(uintus) Statius [], ein Tribun (AE 1908, 23) - [Ru]finus, ein Tribun (RIB 1271, RIB 1288). Er war auch Präfekt der Cohors I Augusta Lusitanorum und der Cohors I Breucorum. - Suubr(ius) Apollinaris, ein Princeps (RIB 792) - Titus Flavius Titianus, ein Tribun - Titus Licinius Valerianus, ein Tribun - Trebius Verus, ein Präfekt |

### Sonstige
| - Iul(ius) Carantus, ein singularis consularis (RIB 1266) - Iul(ius) Firminus, ein Decurio (RIB 1269) - Iulius S(), ein Centurio (RIB 1287) | - P(ublius) D() V() (RIB 1421) - Saturninus: das Diplom von 139/190 wurde für ihn ausgestellt. |